# اورنج کانتی (فیلم)
اورنج کانتی (به انگلیسی: Orange County) یک فیلم کمدی آمریکایی محصول سال ۲۰۰۲ است به کارگردانی جیک کاسدان که ستارگانی مانند کولین هنکس و جک بلک در آن ایفای نقش می‌کنند.

## چکیده داستان
در اورنج کانتی، کالیفرنیا، شان برومدر دانش آموز دبیرستانی است که روزی با خواندن یک کتاب متاثرکننده، به استعداد نویسندگی خود پی می‌برد. او سپس می‌کوشد از دانشگاه معتبر استنفورد پذیرش تحصیلی بگیرد تا با نویسنده کتاب، مارکوس اسکینر تحصیل کند و از خانه به درد نخور خود دور شود. اما هنگامی که درخواست او رد می‌شود، شان سعی می‌کند به هر وسیله ممکن، با کمک دوست دخترش اشلی و برادر بی مخش وارد استنفورد شود.

## بازیگران
- کالین هنکس به نقش شان برومدر[۳]
- جک بلک به نقش لنس برومدر
- کاترین اوهارا به نقش سیندی برومدر
- اسکایلر فیسک به نقش اشلی
- جان لیسگو به نقش باد برومدر
- هارولد رامیس به نقش دان دورکت
- جین آدامز به نقش مونا
- گری مارشال به نقش آرتور گارتنر
- دانا ایوی به نقش ورا گارتنر
- کارلی پوپ به نقش تانیا
- چوی چیس به نقش مدیر هاربرت
- لی‌لی تاملین به نقش شارلوت کاب، مشاور کالج
- لزلی من به نقش کریستا
- برت هریسون به نقش لونی
- کایل هاوارد به نقش آرلو
- آرجی نول به نقش چاد
- جورج مرداک به نقش باب بیگلر
- مونیکا کینا به نقش گرتچن
- فرن کرنز به نقش شین برنارد
- مایک وایت به نقش آقای بروک، معلم انگلیسی
- سارا هاگن به نقش سارا
- لیزی کاپلان به نقش دختر توی پارتی
- نت فکسون به نقش کیپ
- الکساندرا برکنریج به نقش آنا (در تیتراژ ذکر نشده)
- کوین کلاین به نقش مارکوس (در تیتراژ ذکر نشده)
- بن استیلر به نقش آتش‌نشان (در تیتراژ ذکر نشده)